# Kluger Hans (paard)

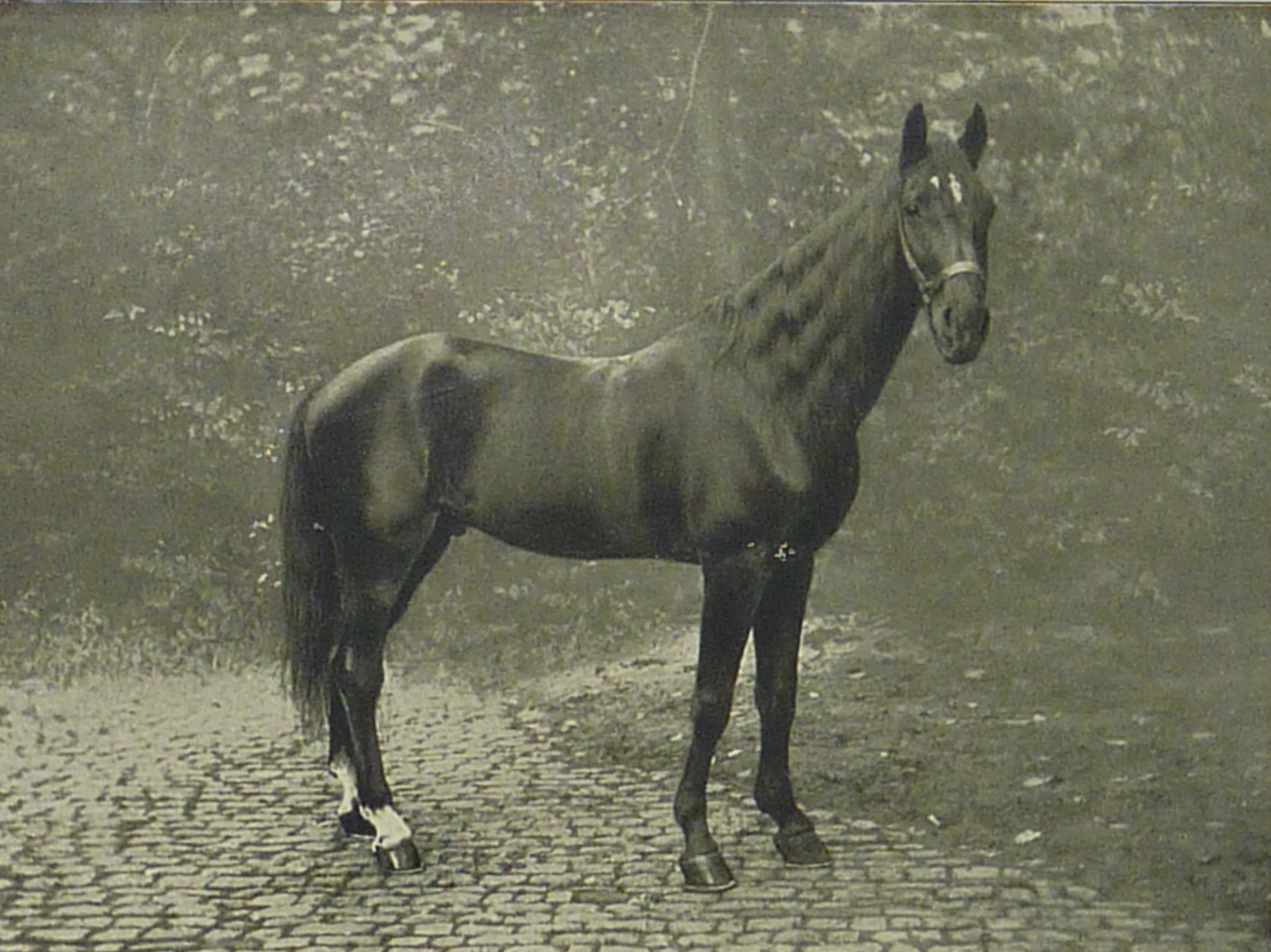
Kluger Hans (1910).

Kluger Hans was een paard waarvan in het begin van de 20e eeuw beweerd werd dat het kon rekenen en diverse andere vaardigheden had aangeleerd. Het werd door Wilhelm von Osten in Rusland gekocht. Hans leefde van circa 1885 tot 1916.

## De twee Hansen
Wilhelm von Osten was een academisch opgeleide wiskundeleraar van zeer goede komaf; zijn vader was baron. Wilhelm kocht in 1888 een paard dat hij voor zijn koets spande. Wat hem opviel was dat het paard, dat hij Hans noemde, duidelijk de breedte van een doorgang en de breedte van de koets kon inschatten. Het paard kon beide variabelen met elkaar in verband brengen en er zijn handeling op afstemmen. Von Osten was er, zoals menig onderzoeker tijdens de eeuwwisseling, van overtuigd dat dieren een hoge, bijna menselijke intelligentie konden hebben. Hans stierf echter vroegtijdig aan kolieken op twaalfjarige leeftijd. Het was de era dat vele psychologen dweepten met frenologie of schedelkunde en von Osten hield de schedel van Hans, omdat hij vond dat deze opvallend groot was.
In 1890 kocht von Osten in Rusland een vijfjarige hengst van het draverras Orlov, die hij eveneens Hans noemde. Dit paard zou hij niet als koetspaard inzetten, maar louter als een onderzoeksdier voor zijn autodidactische dierenpsychologieproeven op de binnenhof van zijn woonplaats. Hans was niet het enige dier dat hij voor zijn intelligentieproeven zou aanwenden, hij had ook een kat en een beer, maar daarmee lukte het niet. Hans viel uitermate op, want hij kon inderdaad rekenen, lezen, kunstwerken herkennen en in 1902 publiceerde, of eerder annonceerde, von Osten in een toonaangevend militair tijdschrift (Militärwochenblatt) het kunnen van Hans, waarop generaalmajoor en paardenkenner Eugen Zobel Hans persoonlijk kwam onderzoeken op de binnenplaats van von Ostens woonblok.

## Rondreizende voorstellingen
Hans en von Osten toonden de capaciteiten ondertussen ook aan de geïnteresseerde bevolking. Hij vroeg daar geen toegangsprijs voor, hij toonde het kunnen van zijn paard gratis. In 1905 werd de zogenoemde Septembercommissie opgericht om het paard te onderzoeken en of er al dan niet sprake was van bedrog. Hans reageerde op de vragen met knikken, nee schudden en het tikken van getallen met het voorbeen. De leden van de onderzoekscommissie waren erg onder de indruk. Ook Cultusminister dr. Studt sprak openlijk zijn bewondering uit voor Hans. Carl Georg Schillings, Afrikakenner, zoöloog en algemeen beschouwd als de grondlegger van de natuurfotografie, bleef bij von Osten om Hans te observeren en te fotograferen. Als bewonderaar van Hans nam hij ook deel aan de experimenten van de Septembercommissie.

## Het onderzoek van Oskar Pfungst
Omdat er geen bewijzen van bedrog waren, besloot een groep wetenschappers onder leiding van psycholoog Carl Stumpf dat Hans aan verdere experimenten onderworpen zou worden. Hiermee werd Stumpfs student en medewerker Oskar Pfungst belast. Het was echter een Duitse schilder, Emilo Rendich, die Pfungst de richting aanwees. Rendich had von Osten en Hans samen geschilderd en had hen hiervoor gedurende weken nauwlettend geobserveerd. Rendich was er zich als eerste van bewust dat Hans scheen te reageren op discrete en mogelijks onbewuste lichaamsbewegingen van von Osten. Het leek er volgens Rendich op of Hans de minimale gebaren bij von Osten interpreteerde als een hint dat hij moest stoppen met het kloppen met zijn hoef op het ogenblik dat von Osten van houding veranderde. Rendich herhaalde vervolgens het herkennen van schilderijen door zijn hond Nora, die hij op dezelfde kunstwerken liet reageren als Hans. Pfungst zette de bevindingen van Rendich om in een experiment en publiceerde de resultaten met meer wetenschappelijke omvang in zijn boek in 1907.
Pfungst stelde vast dat Kluger Hans ook kon rekenen als Wilhelm von Osten niet aanwezig was. Er was dus geen bedrog in het spel. Ook als Pfungst alleen was met Kluger Hans, werden de meeste opgaven foutloos gedaan. Het was zelfs zo dat Hans beter scoorde bij Pfungst, vervolgens bij Schilling en tot slot het minst en het traagst bij von Osten. Er bleek dus iets anders te spelen dan rekenvaardigheid. Pfungst liet bijvoorbeeld het paard getallen zien en vroeg hem om het nummer te tikken. Als Pfungst de getallen zelf kon zien, was Kluger Hans vrijwel altijd correct (98%), maar als Pfungst de getallen niet kon zien of ver weg van Hans stond, dan was het paard meestal verkeerd (8% juist), wat Pfungst enkele pijnlijke bijtwonden opleverde.

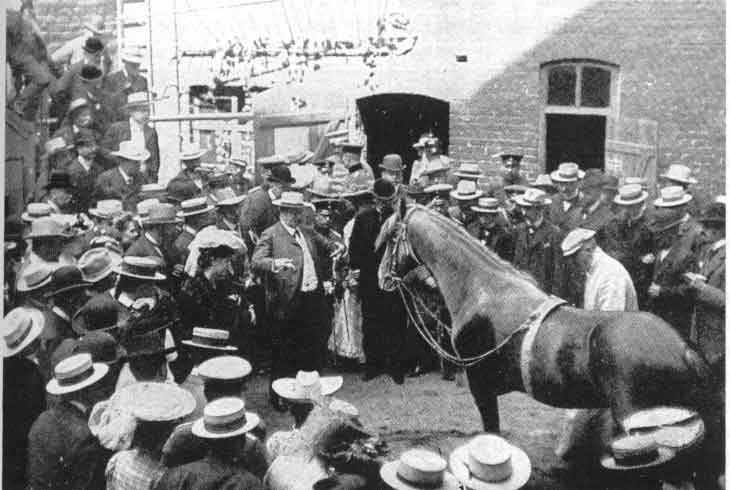
Kluger Hans treedt op

Uit deze en soortgelijke experimenten concludeerde Pfungst dat Hans gebruik maakte van onbewuste hints van zijn eigenaar en mensen uit het publiek, in hun gelaatsuitdrukking en houding. In het bijzonder was het zo, dat een kleine knik met het hoofd (om naar de voeten van het paard te kijken) werd uitgevoerd als het paard moest beginnen te tikken, en het hoofd weer omhoog ging als het benodigde aantal bereikt werd. Als extra bewijs voor zijn hypothese leerde Pfungst zichzelf ook de methoden die Hans gebruikte, en bereikte scores tot 90% correct als hij op de tafel een aantal tikken gaf gelijk aan het geheime getal dat iemand in gedachten had.

## Gevolgen van Pfungsts onderzoek
De vondst van Pfungst had belangrijke implicaties voor het onderzoek op terrein van de dierpsychologie, effecten van psychofarmaca en sociaalpsychologische interventies. Hierbij bestaat altijd het gevaar dat de onderzoeker of interviewer onbewust door zijn/haar gedrag of lichaamstaal het gedrag van de proefpersoon of ondervraagde in een bepaalde richting stuurt. Dit effect wordt het ideomotoreffect of beïnvloeding genoemd en werd voor het eerst door Carpenter beschreven. Sinds de publicatie van Pfungsts boek over zijn experimenten met Hans wordt dit verschijnsel het Kluger-Hans-effect genoemd. Het is de reden waarom interviews met de dubbelblindmethode worden uitgevoerd, omdat de vraagsteller, wanneer hij het antwoord kent, de ondervraagde onbewust in een bepaalde richting kan sturen. Bij een dubbelblindstudie zijn zowel de onderzoeker/ondervrager als degene die de resultaten verwerkt zelf niet op de hoogte van de juiste oplossing van het probleem, of de aard van de behandelingsmethode. Pfungst realiseerde zich ook dat deze non-verbale communicatie zo sterk en zo onbewust is, dat zelfs hijzelf hints gaf aan het paard terwijl hij zijn uiterste best deed om dat niet te doen.

## Diskrediet
Von Osten heeft zich nooit neergelegd bij de bevindingen van Pfungst. Ook Pfungst had later een nabeschouwing op zijn eigen bevindingen, wat ook niet anders kon door het verdere onderzoek van autodidact Karl Krall. Pfungst nuanceerde later zijn stellingen over Hans, door te schrijven dat Hans wel degelijk een intelligent dier moet zijn geweest. En dat het waarschijnlijk wel kon rekenen in een bepaalde mate, maar dat het door het aangewende beloningssysteem en dier zijnde, zich vooral verfijnde in het herkennen van de lichaamstaal van de vraagsteller of de omgeving. Von Osten en vooral Krall reageerden met aangepaste experimenten en kregen al na enkele weken, waarbij Hans een zak over het hoofd kreeg (en dus niets kon zien van de omgeving), dezelfde resultaten als van voor de Septembercommissie. Krall haalde de hypothese van Pfungst zelfs onderuit, niet enkel met zijn eigen hoogbegaafde paarden Muhamed en Sharif, maar vooral doordat zijn blinde onderzoekspaard Berto Hans en Kralls paarden evenaarde qua begaafdheid. Het kwam er bijna op neer dat Pfungst in 1907 zou hebben gesteld dat blinden niet kunnen leren rekenen omdat ze de reactie van de omgeving niet kunnen zien. Waardoor Pfungst later dan ook zijn vroegere beweringen begon te nuanceren, want voor Berto of de geblindeerde paarden had hij geen plausibele uitleg.

## De dood van von Osten
Van 1907 tot aan zijn dood in 1909, trok von Osten zich terug omwille van zijn tanende gezondheidstoestand. Die schreef hij toe aan Hans. Het paard had hem bedrogen en daardoor voelde hij zich lichamelijk ziek. Hij was ook lichamelijk ziek, er werd bij hem leverkanker vastgesteld, wat uiteraard niets met Hans te maken had. Hij was sedert einde 1908 bedlegerig en stierf op 29 juni 1909. Sedert de publicatie van Pfungsts boek in 1907, koesterde von Osten een grote wrok tegenover zijn paard. Op zijn sterfbed wenste hij dan ook dat Hans gedoemd zou worden tot het trekken van cementwagens (Mörtelwagen) tot het einde van zijn dagen. Maar omdat von Osten steeds nauwer had samengewerkt met de juwelier en tevens autodidactische paardenpsycholoog Karl Krall, liet hij Hans over aan diens zorgen. Dat deed hij zonder financiële regeling, eigenlijk kon het hem niet meer schelen. Hans bleef bij Krall een onderzoeksdier dat verscheidene uren per dag moest meewerken aan de experimenten, maar Hans stond voor het eerst in een weide in Elberfeld (Wuppertal) en kreeg een goede verzorging. Krall zag in Hans in de eerste plaats een onderwijzend paard voor zijn eigen paarden, terwijl hij nu ook zijn eigen onderzoeksmethodiek kon doorvoeren, waar von Osten nooit open had voor gestaan. Von Osten was dan ook geducht als een ondiplomatisch en misantropisch man die liefst zijn eigen zin deed, met een grote wrok tegenover zijn eigen paard. Hans bleek slecht verzorgd geweest te zijn door von Osten, met hoefaantastingen door het jarenlange staan op een betonnen binnenplaats en met klitten in de manen. Voor het paard  moet deze verandering in attitude van zijn meester erg geweest zijn: van bewondering tot 1905 tot groeiende wrok erna.

## De Elberfeldpaarden en Maurice Maeterlinck
Verschillende psychologen (waaronder Carapède) kwamen de stallen van Krall in Elberfeld opzoeken en waren onder de indruk van de hoge begaafdheid van Muhamed en Sharif, van Hans en Berto en Hänschen, een pony en nog enkele andere paarden en ezels. Ook de Belgische Nobelprijswinnaar Literatuur Maurice Maeterlinck stond erop om de stallen in Elberfeld nog in extremis te bezoeken en heeft er zijn bevindingen (zijn verwondering eerder) over neergepend in zijn boek De onbekende gast, waarbij hij hoofdstuk 4 integraal heeft gewijd aan de Elberfeldpaarden van Krall (met zijn observaties van Hans). Maurice Maeterlinck was erg onder de indruk van Kralls eerbied voor de paarden, die hij omschreef als “hij heeft het geduld en de liefde van een vader en hij legt de zaken 10 maal uit met de liefde van een moeder”, toch gaf Krall toen al aan dat hij met de stallen en de paarden zou stoppen in 1916.

## De ontgoocheling van Krall
Krall was ervan overtuigd dat zijn experimenten op paarden en inzichten in de dierenpsychologie zouden inslaan als een bom. Het tegenovergestelde was echter waar. Er was de Grote Oorlog en mensen onthielden vooral het bedrog door von Osten na de ontluisterende publicatie van de wetenschappers Pfungst en Stumpf. Kralls onderzoeksbevindingen in Denkende Tiere van 1912, enkel in het Duits verkrijgbaar, werd een fiasco. In 1916, zoals hij had aangegeven aan Maeterlinck, stopte de gedesillusioneerde Krall met zijn Elberfeldstallen wegens gezondheidsredenen en werden alle paarden ingelijfd of opgeëist door het Duitse leger, ook de hoogst intelligente Muhamed en Sharif en uiteraard Hans.
Sedert 1916 is er niets meer bekend over de Elberfeldpaarden, maar geen enkel paard is teruggekeerd na het beëindigen van de Eerste Wereldoorlog, wat laat vermoeden dat ze zijn gesneuveld samen met de miljoenen andere dieren-oorlogsslachtoffers.